# Platja de Port de Reig

La platja de Port de Reig és una platja urbana del municipi del Port de la Selva (Alt Empordà), situada a la badia del Port de la Selva, entre les instal·lacions del port del Port de la Selva, a ran del carrer del Mar, des d'on s'hi accedeix. 

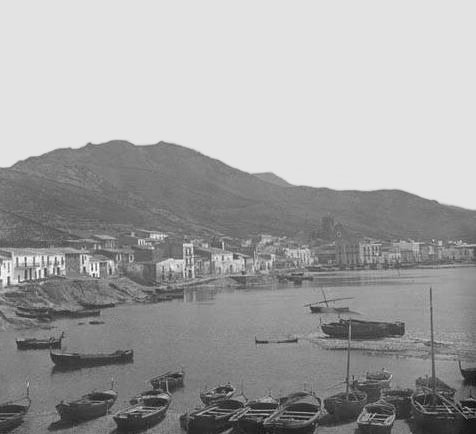
A l'esquerra, la platja el 1890

És una platja estreta i allargada, gairebé tota ocupada per petites embarcacions. Té una longitud de 56 m i una amplada de 5,6 m, formada per sorra i graves.
És una històrica platja de pescadors, al cor de la població, que era considerada la zona de càrrega i descàrrega.